# Ledeč nad Sázavou
Ledeč nad Sázavou (pronunție în cehă [ˈlɛdɛtʃ ˈnat saːzavou]; până în 1921 Ledeč) este o comună și un oraș din districtul Havlíčkův Brod din regiunea Vysočina din Cehia. Are o populație de aproximativ 4.800 de locuitori. Centrul istoric al orașului este bine conservat și este protejat prin lege ca zonă de monument urban. Principalul obiectiv turistic este Castelul Ledeč nad Sázavou, care conține un muzeu și o galerie de artă.

## Diviziuni administrative
Ledeč nad Sázavou este format din cinci diviziuni administrative (în paranteze populația conform recensământului din 2021):
- Ledeč nad Sázavou (3.985)
- Habrek (201)
- Horní Ledeč (486)
- Obrvaň (91)
- Souboř (45)

## Geografie
Ledeč nad Sázavou se află la aproximativ 23 kilometri (14 mi) nord-vest de Havlíčkův Brod și la 39 kilometri (24 mi) nord-vest de Jihlava. Partea de sud a teritoriului comunei cu orașul propriu-zis se află în Munții Křemešník, iar partea de nord se extinde în Dealurile Sázava de Sus. Cel mai înalt punct al său este dealul Ostojovka aflat la 540 metri (1.770 ft) deasupra nivelului mării. Râul Sázava curge prin oraș.

## Istorie
Prima mențiune scrisă despre Ledeč datează din anul 1181, când este pomenit un nobil din Ledeč. În prima jumătate a secolului al XVI-lea, în timpul domniei familiei nobiliare Ledecký⁠(d) din Říčany, Ledeč a fost promovat ca oraș.
La începutul secolului al XIX-lea a fost construită o cale ferată, care a amplificat dezvoltarea economică și culturală a zonei.
Până în anul 1918, orașul a făcut parte din Austro-Ungaria, în districtul cu același nume.
În 1921, Ledeč a fost redenumit ca Ledeč nad Sázavou.

## Transporturi
Ledeč nad Sázavou este punctul terminus și punctul de plecare al liniilor de cale ferată de la/către Havlíčkův Brod și Čerčany⁠(d).

## Obiective turistice

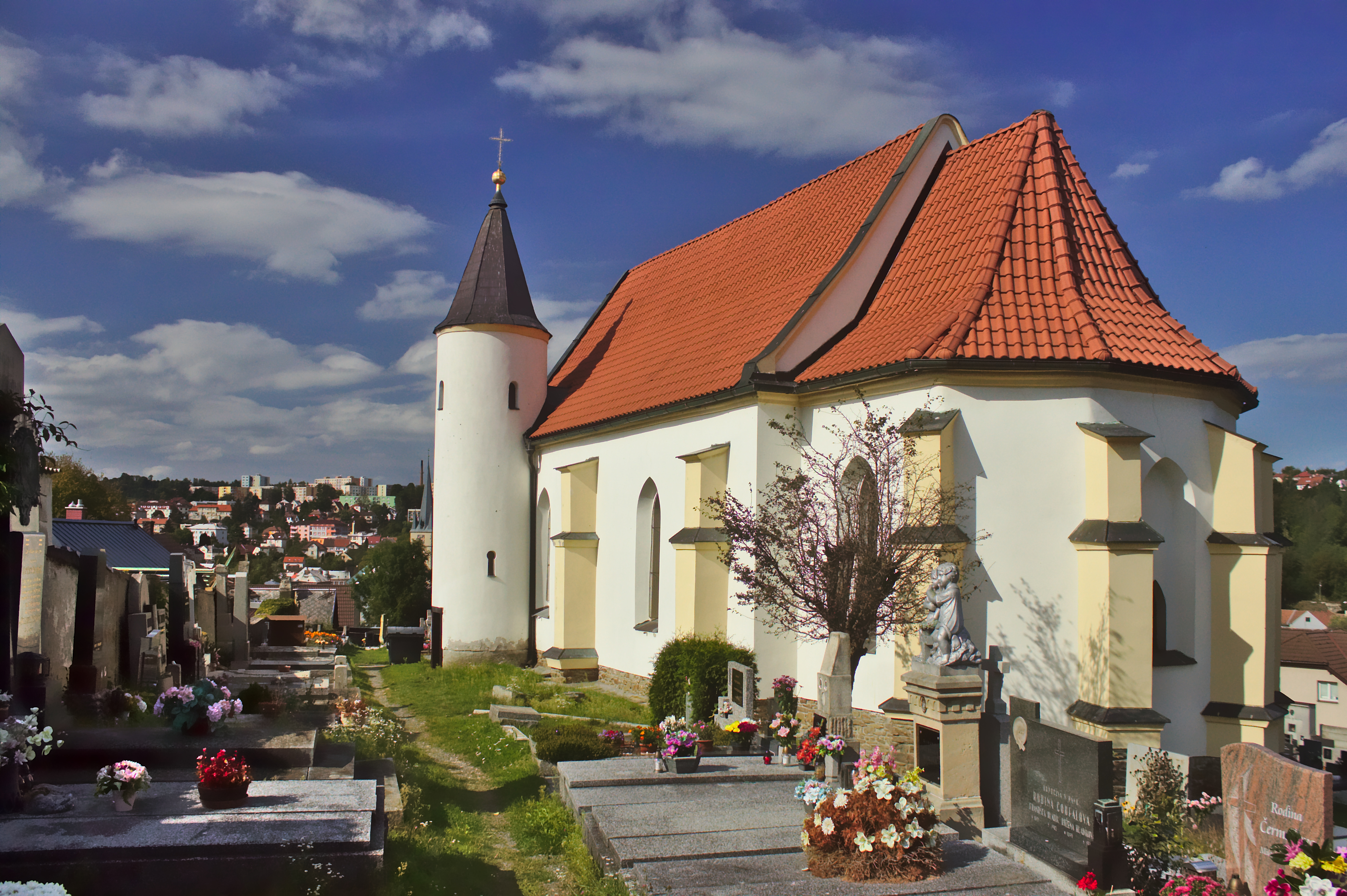
Biserica Sfintei Treimi

Principalul obiectiv turistic este Castelul Ledeč nad Sázavou. Castelul a fost construit în stilul gotic timpuriu în prima jumătate a secolului al XIII-lea, iar mai târziu a fost reconstruit în stil renascentist și baroc. Are un decor unic Sgraffito⁠(d) al tavanului sălii renascentiste. În castel se află acum un muzeu și o galerie de artă. Are un turn înalt de 32 metri (105 ft) care este deschis publicului.
Alte obiective turistice principalele sunt cele din centrului orașului; printre acestea se numără Biserica Sfinții Petru și Pavel. Este o clădire mare gotică. Un element unic este bolta cu nervuri, care are un scop pur decorativ.
Biserica Sfânta Treime este o biserică renascentistă cu cimitir. Datează din anul 1585.

## Persoane notabile
- Zdeněk Bárta⁠(d) (1891–1987), scrimer
- František Laudát⁠(d) (născut în 1960), politician
- Jiří Havlíček⁠(d) (născut în 1976), politician